# Demnate
 (mai 2025).
Si vous disposez d'ouvrages ou d'articles de référence ou si vous connaissez des sites web de qualité traitant du thème abordé ici, merci de compléter l'article en donnant les références utiles à sa vérifiabilité et en les liant à la section « Notes et références ».
Demnate (en tachelhit : ⴷⵎⵏⴰⵜ, arabe : دمنات) est une ville (et commune urbaine) du Maroc. Administrativement, elle fait partie du cercle d'Oultana, de la province d'Azilal, dans la région de Béni Mellal-Khénifra.
Petite ville du Haut Atlas à 100 km au nord-est de Marrakech, elle est connue par son quartier juif (Mellah) et par son pont naturel "Imi n'ifri" ("l'entrée de la grotte" en berbère) classé comme site d'intérêt biologique et écologique (SIBE) et considérée comme l'un des sites les plus touristiques de la région.

## Toponymie
Le nom de la ville, Demnate, est un pluriel arabe tiré d'un terme berbère du vocabulaire de l'agriculture ; synonyme, en tachelhit de la région, de "terres fertiles ", son singulier est tadmint/prononcé tadminte (arabisé en Dmint/Ddminte) et son pluriel (arabe) : Ddemnate / (berbère) : tadminin/prononcé tadminine. Il est utilisé de nos jours par les agriculteurs traditionnels pour désigner les terres qui donnent plus de fruits sans nécessiter la fertilisation par les engrais.

## Géographie

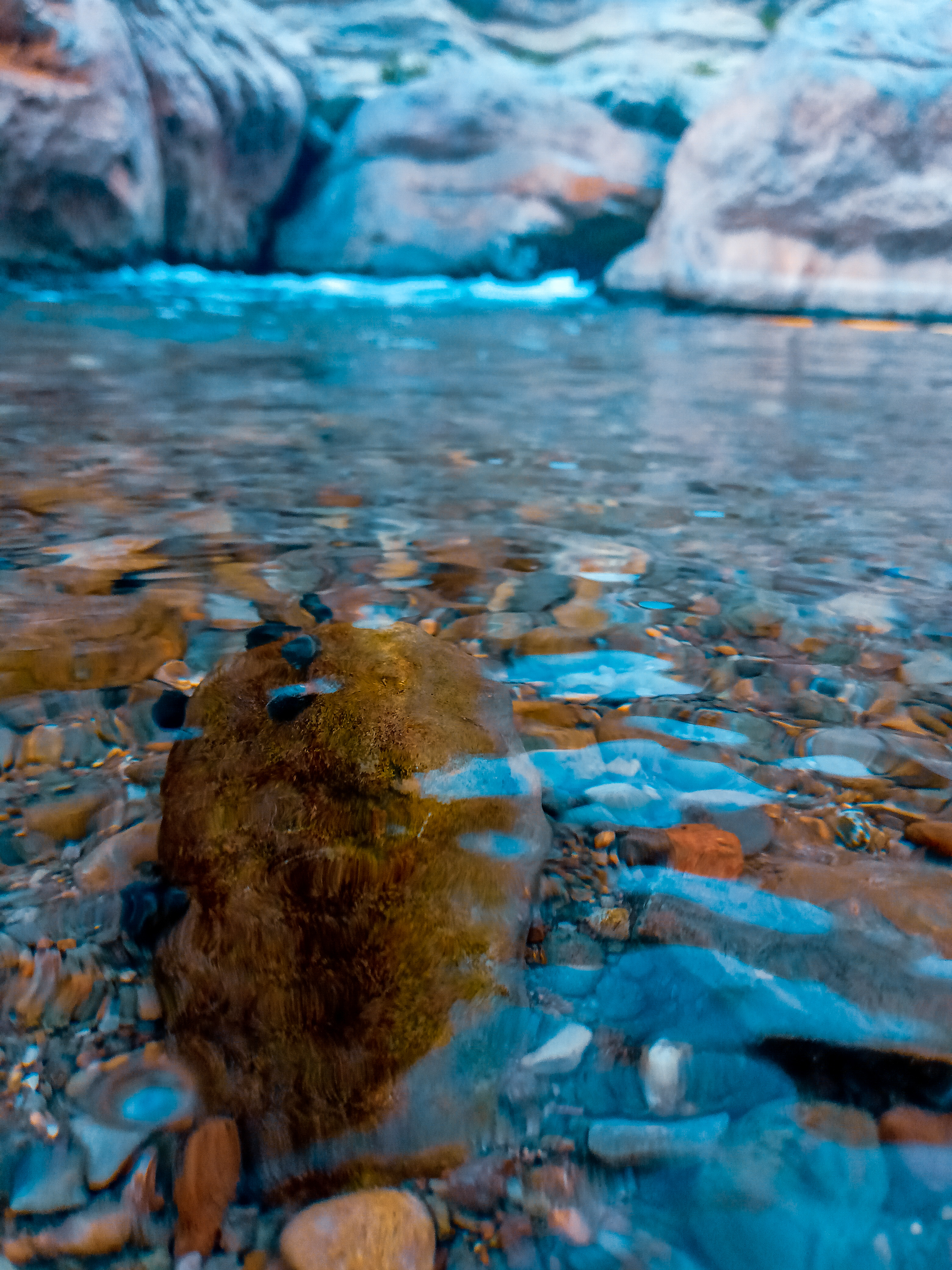
Demnate Iminifri.

Demnate forme une enclave (voir sa carte), encerclée par le territoire du caïdat d'Imi-Nifri du même cercle d'Oultana.

## Histoire
Cette ville berbère de l’Atlas a été construite vers 998, 40 ans avant Marrakech, par les habitants des différentes tribus de la région, essentiellement les Inoultan et Infedouak, qui décidèrent d'en faire un centre commercial les réunissant afin d'échanger leurs marchandises et discuter des questions de sécurité et de stratégie.
La couleur verte caractérisant la ville en la voyant une vue générale, est connue dans le milieu artistique, surtout chez les peintres et les plasticiens, par " la couleur vert demnati ".
En 1907, l'armée du sultan Abd el Aziz fut défaite à Demnate contre celle de son frère qui se proclamait comme sultan, soutenu par les Français et par les Qaids Madani Glaoui et Mtougui.
Charles de Foucauld écrit à propos de cette ville, dans Reconnaissance au Maroc (1888), un ouvrage qui lui valut la médaille d'or de la Société de géographie :

« Cette ville est le siège d’un caïd qui gouverne la province de Demnat ; celle-ci a pour limites : au nord, les Sraghna ; à l’est les Ntifas et les Ayt Boualli ; au sud, les pentes supérieures du grand Atlas ; à l’ouest,les Glawa et les Zemran.
Demnat est entourée d’une enceinte rectangulaire de murailles crénelées, garnies d’une banquette et flanquées de tours ; le tout est en bon état, sans brèches ni portions délabrées. Trois portes donnent entrée dans la ville. La Qasba a son enceinte à part et est bordée de fossés, ceux-ci,les seuls que j’ai vu au Maroc, ont 7 à 8 mètres de large sur 4 ou 5 mètres de profondeur et sont en partie remplis d’eau. Au milieu de ce réduit, s’élèvent la mosquée principale et la maison du caïd.
Muraille, kasba, mosquée, maisons, toutes les constructions de la ville sont en pisé ; rien n’est blanchi, sauf la demeure du caïd et le minaret qui l’avoisine. Le reste est de la couleur brun sombre qui distingue les habitations depuis Boul jaad. L’intérieur de l’enceinte est aux deux tiers couvert de maisons, en bon état, quoique mal bâties. Le dernier tiers est occupé partie par des cultures, partie par la place du marché : point de terrains vagues, point de ruines ; en somme, air prospère. La population est d’environ 3000 âmes, dont 1000 israélites ; ceux-ci n’ont pas de Mellah ;ils habitent pèle-mêle avec les musulmans qui les traitent avec une exceptionnelle bonté. Demnat et Sefrou sont les deux endroits du Maroc où les juifs sont le plus heureux. Il y a d’autres rapprochements à faire entre ces deux villes, dont les points de ressemblances frappent l’esprit : même situation au pied de l’Atlas,à la porte du Sahara, population égale, et composée d’une manière semblable ; prospérité presque pareille ; même genre de trafic ; même caractère doux et poli des habitants ; même ceinture d’immenses et superbes jardins. En un mot, ce que Sefrou est à Fes, Demnat l’est à Marrakech. Le commerce de Demnat est le suivant : les tribus de l’Atlas et du Sahara (Dades, Todra) viennent s’y approvisionner de produits européens et d’objets fabriqués dans les villes marocaines, tels que cotonnades, sucre, thé, parfumerie, bijouterie, beleras ; elles y cherchent aussi des grains, mais en petite quantité. En échange, elles apportent des peaux, des laines et des dattes, que les habitants de Demnat expédient à Marrakech.
Ce commerce, florissant autrefois, a fait la richesse de la ville, il est en décadence depuis quatre ou cinq ans. À cette époque, le sultan envoya un Amin d’une rapacité telle que le trafic ne fut plus possible : tout ce qui passait les portes de la cité était, quelle qu’en fut la provenance, frappé d’un droit arbitraire si élevé que bientôt les tribus voisines et les caravanes du sud désertèrent ce marché et se portèrent en masse sur Marrakech où elles se fournissent à présent.
Demnate est entourée de toutes parts d’admirables vergers, les plus vastes du Maroc. Au milieu d’eux sont disséminés une foule de villages se touchant presque, qui forment comme des faubourgs de la ville. Ces jardins sont renommés au loin ; leur fertilité, leur étendue, la saveur et l’abondance de leurs fruits, les excellents raisins qui s’y récoltent sont légendaires.
Presque contigus aux vergers de Demnate, s’en trouvent d’autres très célèbres que nous avons traversés en venant : ceux d’Ait OuAoudanous. Ils rappellent un triste exemple de la rapacité du sultan et de la malheureuse condition de ses sujets. Ces jardins, domaine immense et merveilleux, forêt d’oliviers séculaires et d’arbres fruitiers de tout espèce, arrosés par des ruisseaux innombrables, appartenaient, il y a quelques années, à un homme fameux par ses richesses et son luxe, Ben Ali ou El Mahsoub, dont la vaste demeure s’élève encore au sommet d’un mamelon qui les domine. Cette fortune énorme, cette ostentation, ce pouvoir, portèrent ombrage au sultan. Soit pure cupidité, soit crainte de l’influence croissante d’un homme aussi puissant, il le fit une nuit surprendre, saisir, emmener : on le jeta en prison dans l’île de Mogador. En même temps, ses biens furent confisqués et réunis à ceux de la couronne. J’appris plus tard à Mogador que le malheureux Ben Ali, qu’on connaissait sous le nom d’El Demnati, avait, après plusieurs années de captivité, obtenu sa liberté au prix de tous ses biens, mais il n’en jouit pas. À sa sortie de prison, à la porte de Mogador, il mourut. »

## Sites naturels
Pont naturel d'Imi n'Ifri.
Site d'Iouaridene où vécurent des dinosaures (sauropodes)

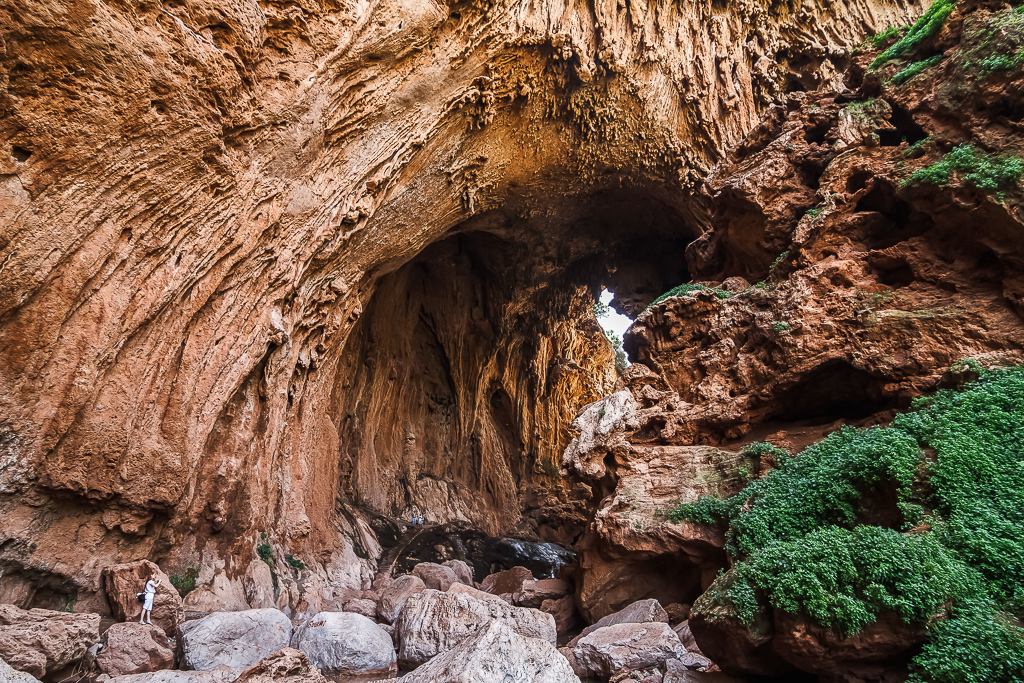
Site naturel d'Imi n'ifri sur les hauteurs de Demnate
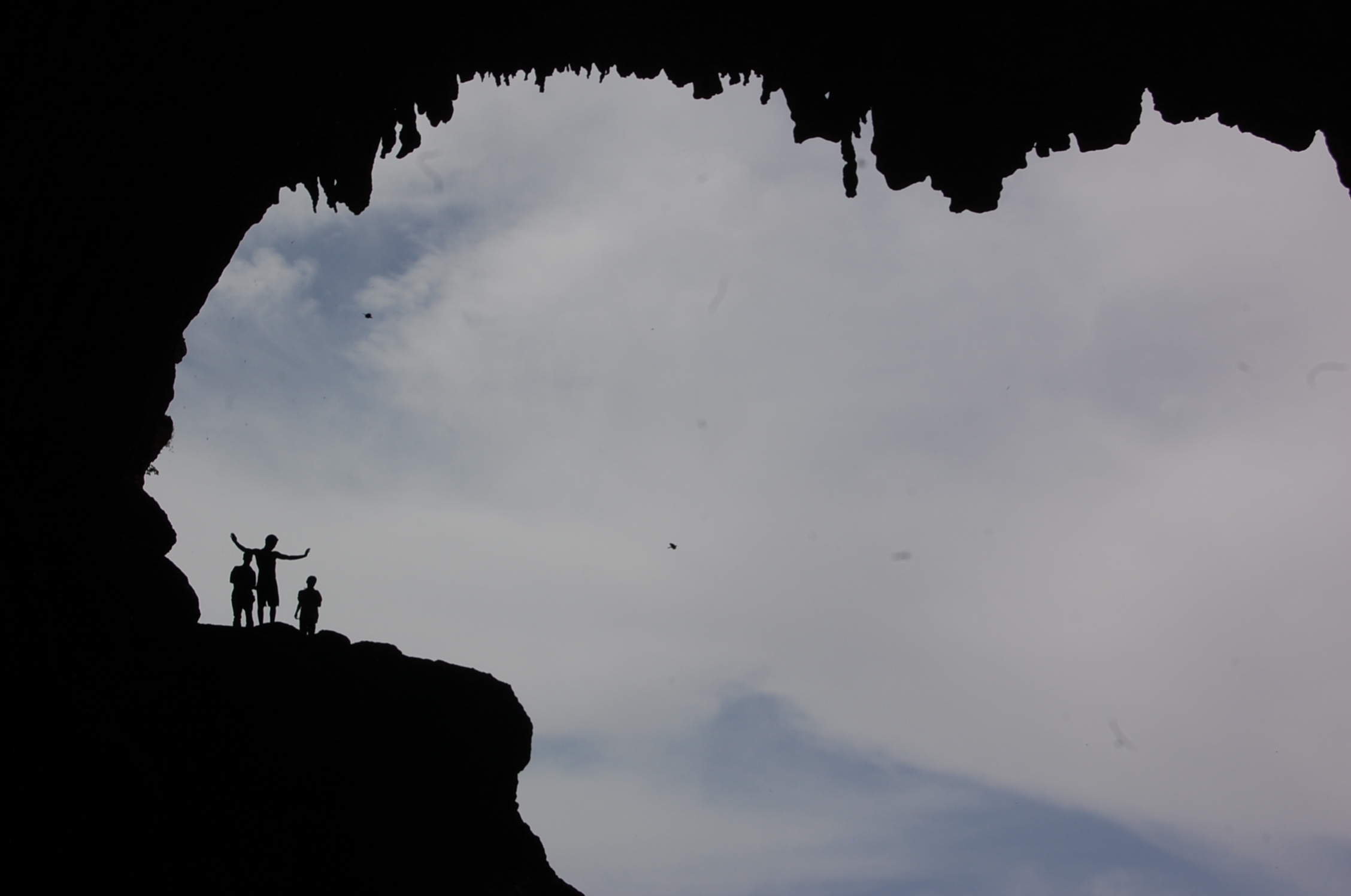
Site naturel d'Imi n'ifri
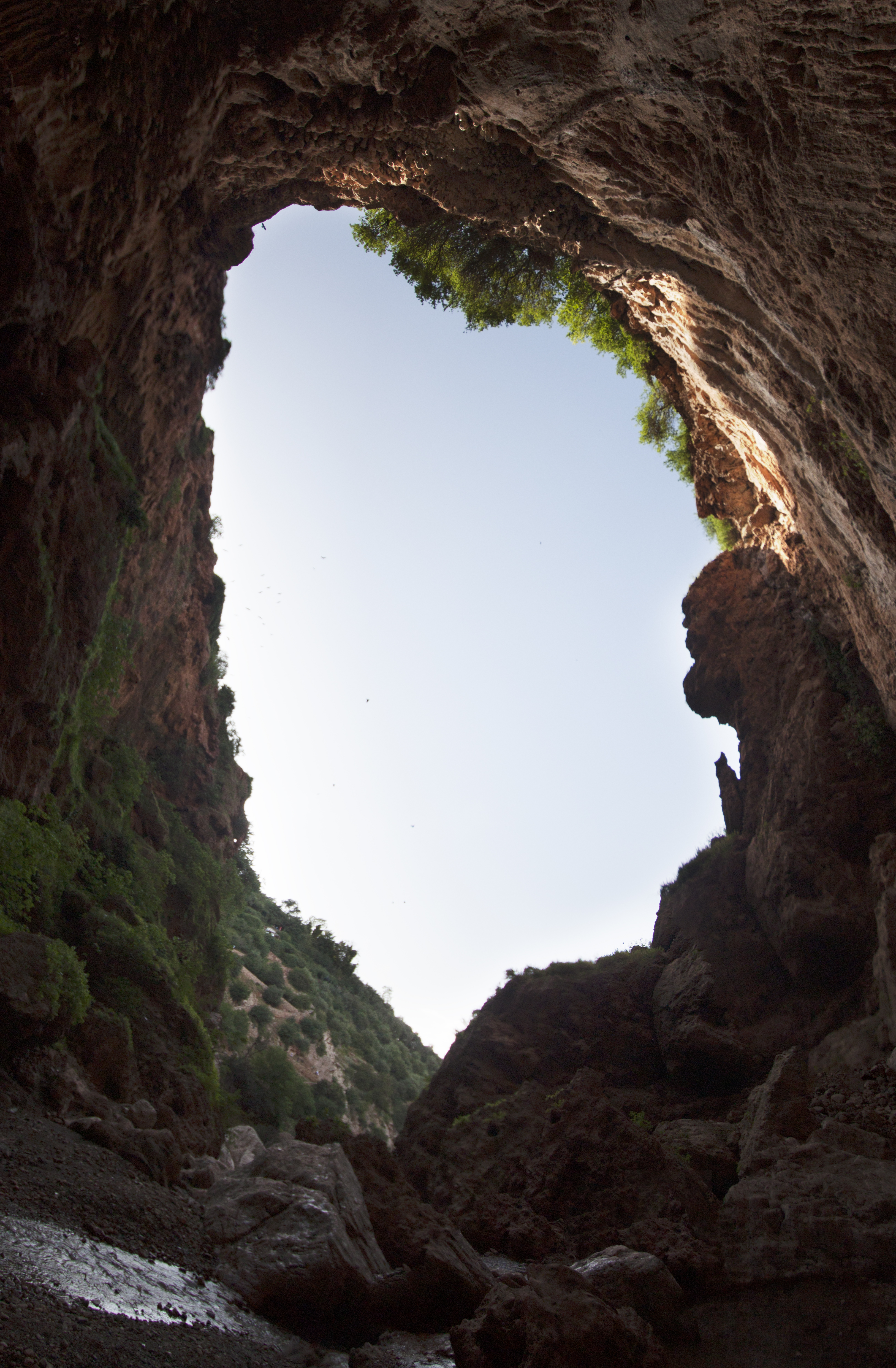
Site naturel d'Imi n'ifri 2
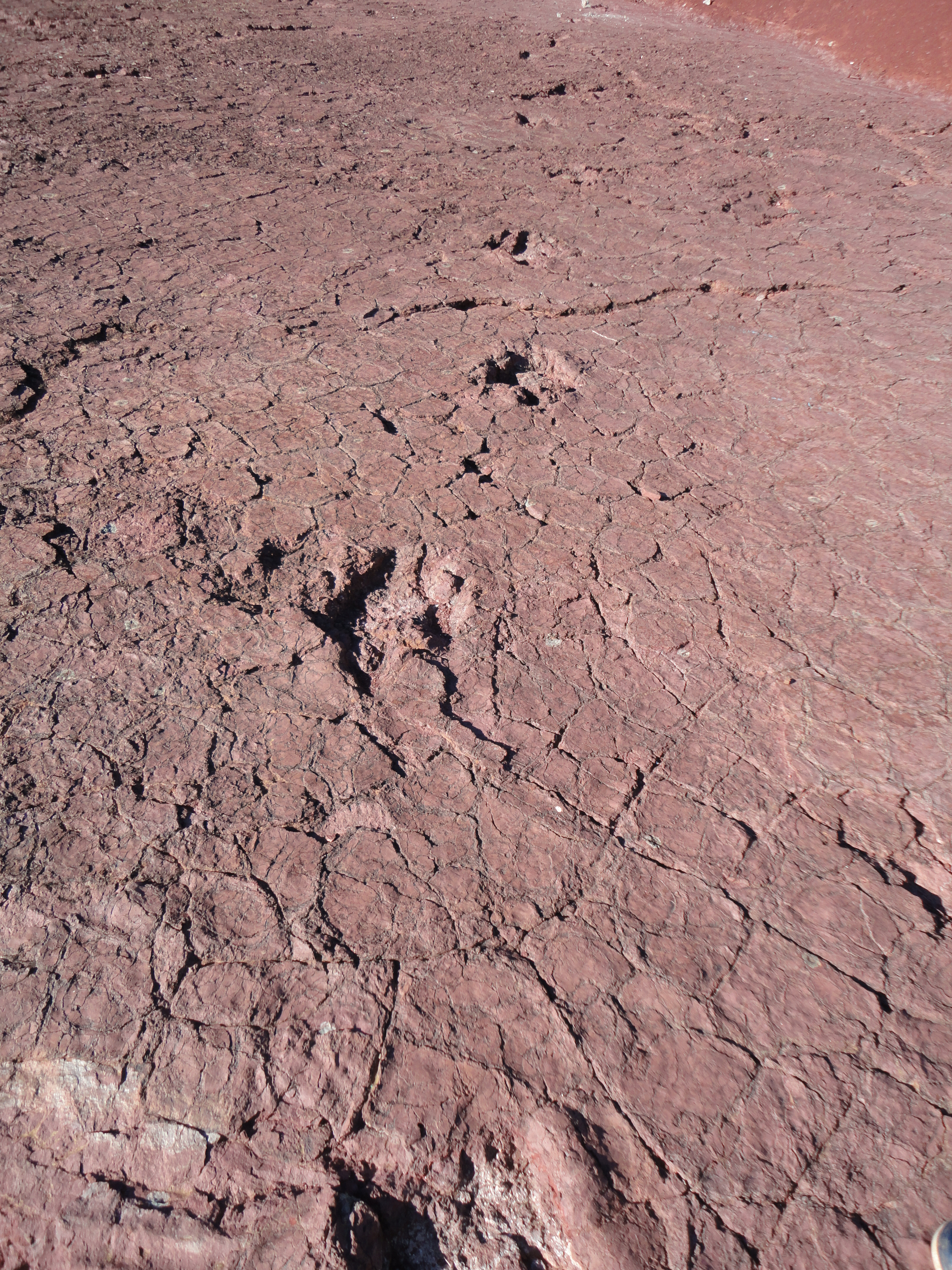
Site d'Iouaridene près de la ville de Demnate

## Personnalités liées à la ville
- René Euloge, écrivain, peintre
- Lahoussine Demnati, homme d'affaires